# 소니 α7 IV
소니 A7 IV (상품명 ILCE-7M4 )은 소니에서 제조한 풀프레임 미러리스 렌즈 교환식 카메라이다. 2021년 10월 21일에 소니 α7 III의 후속 제품으로 발표되었으며, 신형 3300만 유효화소 이면 조사 CMOS 센서, 최신 BIONZ XR™ 이미지 프로세서, 실시간 Eye AF 추적 및 Super 35mm 모드의 4K 60p 비디오 기능을 갖추고 있다.

## 특징
이전 제품인 소니 α7 III에서 몇 가지 향상된 기능을 갖추고 있으며 고급형 카메라인 Sony α1의 일부 전문가 기능도 탑재하고 있다.
- 약 3300만 유효 화소[2] 풀프레임 이면조사 CMOS 센서
- 759개 위상차 검출 AF 포인트 및 425개 콘트라스트 검출 AF 포인트[4]
- 인간, 동물 및 조류에 대한 실시간 연속 Eye-AF 초점 추적 기능
- 이전 버전에 비해 향상된 UI 레이아웃[5] (새 메뉴 구조)
- 카메라가 꺼지면 닫힌 기계식 셔터 기능(이전에는 α1에서 이 기능이 처음 출시됨)[6]
- 회전형,[4] 103만 화소를 갖춘 3인치 LCD 터치형 디스플레이[5]
- 368만 화소 해상도, 120fps 재생률 전자식 뷰파인더[5]
- 5.5스톱 5축 광학 바디 내장 손떨림 보정[7]
- 10fps 연속 촬영(기계식 또는 무음)
- USB Type-C 커넥터를 통해 4K (15fps) 및 FHD (60fps) 로 라이브 스트리밍 가능
- Super 35mm 모드에서 4K 60p 촬영이 가능하며, 풀프레임 모드에서는 7K 오버샘플링으로 최대 4K 30p 촬영이 가능.
- 15스톱 다이나믹 레인지[8]
- 최대 120fps의 슬로우 앤 퀵 모션 기능
- 30p 비디오 모드에서 7K 해상도의 4K 오버샘플링 비디오[9]
- NP-FZ100의 배터리 수명은 LCD 화면을 사용하면 약 580개의 이미지를 얻을 수 있으며,  EVF를 사용하면 520개의 이미지까지 촬영 가능[8]
- 기본 ISO 범위는 100-51,200이고 확장 ISO 범위는 50-204,800이다.
- 10비트 HEIF[10] 이미지 옵션( .heic 컨테이너 사용)
- 무손실 압축 10fps, 무압축  6fps 연속 버스트 촬영[6]
- 웨더 실드, 마그네슘 합금 본체
- 내장 플래시 없음[11]
- 소니 고유의 메탈 슈를 적용한 멀티 인터페이스(Mi Shoe) 슈
- 368만 화소 1.3cm(0.5형) 전자 뷰 파인더 (Quad-VGA OLED) (Alpha 7 III 뷰파인더 해상도의 1.6배)[1]
- 4가지 비디오 파일 형식 지원( XAVC HS 4K, XAVC SI 4K, XAVC S 4K, XAVC S HD)[12]
- 듀얼 SD 카드 슬롯,[13][14] CFExpress 유형 A 슬롯(슬롯 1만 해당)

## 비디오 형식
카메라는 XAVC 라는 자체 개발 AVC 압축 비디오 형식을 사용하고 있다. 소니의 XAVC 코덱을 사용하면 10비트 색 심도 및 4:2:2 크로마 서브샘플링으로 녹화할 수 있다.

## 같이 보기
- Sony α7 카메라 비교
- Sony E-마운트 렌즈 목록
- 엑스모어 R